# Bunny hopping
Il bunny hopping o bunny jumping («salto del coniglio») è un termine utilizzato nell'ambito dei videogiochi.
Indica una rapida sequenza di movimenti, utilizzata soprattutto in sparatutto in prima persona, che aiuta ad evitare i colpi lanciati dai nemici. Generalmente si tratta di salti o movimenti a zig-zag. Come strategia di gioco è l'opposto del camping.

## Caratteristiche
Questo tipo di movimento è utilizzato dai giocatori per muoversi in modo molto più rapido rispetto agli altri; viene considerato come un trucco o come sfruttamento di un bug nella maggior parte dei videogiochi, mentre in altri è volontariamente inserito dai programmatori.
La tecnica per eseguire il bunny hop è differente a seconda del gioco in uso: spesso si ottiene correndo, saltando e muovendosi lungo una traiettoria a zig-zag contemporaneamente. Nonostante il modo più veloce per raggiungere un determinato punto sia correre lungo una linea retta, il bunny hopping aumenta la velocità del giocatore e riduce le possibilità di essere colpiti da un nemico, compensando così lo svantaggio di dover seguire un percorso più lungo.

## Esempi

### Quake,Unreal TournamenteSerious Sam
Negli sparatutto come Quake, Unreal Tournament e Serious Sam il bunny hopping è una tecnica quasi fondamentale, aggiunta appositamente dai programmatori. Il motivo di questa scelta è da ricercarsi nella natura surreale di tali giochi, ambientati all'interno di un'arena e non in un mondo realistico. Su Serious Sam, ad esempio, cliccando continuamente A e D mentre si corre, la velocità aumenta, seppur leggermente.

### Counter-Strike
In Counter-Strike, muovendo il mouse lateralmente mentre si corre, per un bug del motore grafico la velocità aumenta di circa il 50%. Tuttavia il bunny hopping è poco utilizzato per vincere gli avversari, essendo un gioco basato principalmente sulla precisione dei tiri e non tanto sull'abilità di colpire ripetutamente il nemico.

### America's Army
In America's Army la tecnica è leggermente diversa: consiste sempre nel saltare mentre si corre, premendo però in contemporanea il tasto per abbassarsi. In questo modo il personaggio salterà a una velocità molto forte, impedendo agli altri di poterlo colpire. Nel gioco multiplayer si aggiunge anche il problema della latenza, cioè del tempo impiegato affinché il segnale del movimento del proprio personaggio raggiunga gli altri giocatori: un avversario potrebbe colpire sul proprio computer chi pratica il bunny hopping, ma la pallottola non lo colpirebbe sul computer del nemico, dove egli sarebbe già più avanti. Chi sfrutta il bunny hopping in America's Army, come nella maggior parte degli altri giochi, è considerato un baro.

### Battlefield 2
In Battlefield 2 questa tecnica è molto utilizzata dai giocatori più esperti, anche se viene criticata dai principianti poiché rovina la bellezza di uno scontro tra due giocatori annullandone le differenze di abilità.
Nello sviluppo della patch 1.2 di Battlefield 2 i programmatori della EA si sono visti costretti, a seguito di numerose critiche, a modificare il gioco in modo da togliere la possibilità di sparare mentre si è in salto, nonostante loro stessi non ritenessero ciò un bug. A seguito di tale modifica quindi, in fase di salto, il giocatore si trova in una situazione analoga allo scatto, ovvero ha l'arma abbassata ed il pulsante di fuoco disabilitato. Risulta così meno redditizia la pratica del bunny hopping.

### Crysis
In Crysis il bunny hopping è chiamato Circle Jump, e consiste nel cambiare la modalità della tuta in Velocità e, saltando dalle rampe (soprattutto dai lati a rampa dei bunker), muovere la visuale da sinistra a destra continuamente.
È molto difficile da praticare, e per questo spesso ci si allena in un punto particolare della mappa Steel Mill, riuscendo talvolta ad andare fino al limite della mappa e ritornare sempre nello stesso punto.
In questo caso il Circle Jump è un vantaggio negli spostamenti rapidi, ma essendo molto difficile da praticare, è usato solo da pochissime persone.